# 2003 في المملكة المتحدة
فيما يلي قوائم الأحداث التي وقعت خلال عام 2003 في المملكة المتحدة.

## أحداث
- 20 مارس – حرب العراق

## سياسة

### تعيين في المنصب
- 1 يناير – نيكولاس رايت Bishop of Durham [الإنجليزية]‏.
- 6 نوفمبر – تيريزا ماي وزير دولة - ظل -  لشؤون البيئة والغذاء والقروية [الإنجليزية]‏.
- 6 نوفمبر – ميخائيل هوارد زعيم حزب المحافظين (المملكة المتحدة)، زعيم معارضة.
- 10 نوفمبر – جون بيركو وزير ظل الدولة للتنمية الدولية [الإنجليزية]‏.
- 11 نوفمبر – داميان غرين وزير ظل الدولة للنقل [الإنجليزية]‏.

### انتهاء فترة المنصب
- 17 مارس – روبن كوك زعيم مجلس العموم [الإنجليزية]‏.
- 6 نوفمبر – ليام فوكس وزير ظل الدولة لشؤون الصحة [الإنجليزية]‏.
- 6 نوفمبر – ميخائيل هوارد وزير ظل الدولة الخزانة [الإنجليزية]‏.
- 11 نوفمبر – داميان غرين وزير ظل للتعليم [الإنجليزية]‏.

## رياضة
- 1 يناير – بطولة ويمبلدون 2003
- 13 يوليو – جائزة بريطانيا الكبرى للدراجات النارية 2003
- 20 يوليو – جائزة بريطانيا الكبرى 2003 الفائز روبنز باركيلو.

## ظهور
- 1 فبراير – قبلة كولا

## أفلام
من الأفلام التي صدرت هذه السنة في المملكة المتحدة:
- 1 يناير – أحيانا السعادة وأحيانا الحزن من إخراج كاران جوهر.
- 1 يناير – الساعات من إخراج ستيفن دالدري.
- 1 يناير – الفتاة ذات القرط اللؤلؤي من إخراج بيتر ويبر.
- 1 يناير – بعد 28 يوما من إخراج داني بويل.
- 1 يناير – جوني إنجلش من إخراج بيتر هاويت.
- 1 يناير – حالمون من إخراج برناردو برتولوتشي.
- 1 يناير – حوض سباحة من إخراج فرانسوا أوزون.
- 1 يناير – ذا كوايت أميركان من إخراج فيليب نويس.
- 1 يناير – راهبات مجدلين من إخراج بيتر مولان.
- 1 يناير – عهد النار من إخراج روب بومان.
- 1 يناير – في الجرح من إخراج جين كامبيون.
- 1 يناير – لارا كروفت تومب رايدر: مهد الحياة من إخراج جان دي بونت.
- 1 يناير – لعبة الانتقام من إخراج Jesse Warn [الإنجليزية]‏.
- 12 مايو – الأرض المحايدة من إخراج دانيس تانوفيتش.
- 19 مايو – دوجفيل من إخراج لارس فون ترايير.
- 14 نوفمبر – الحب الحقيقي من إخراج ريتشارد كورتيس.
- 22 نوفمبر – بيتر بان من إخراج بول جون هوغان.
- 20 ديسمبر – عصابات نيويورك من إخراج مارتن سكورسيزي.

## برامج ومسلسلات وأنمي
- بينغو

## موسيقى

### ألبومات
من الألبومات التي صدرت هذه السنة في المملكة المتحدة:
- 20 أكتوبر – فرانك من غناء إيمي واينهاوس.

## كتب
من الكتب التي صدرت هذه السنة في المملكة المتحدة:
- 1 يناير – فجوة الغفران من تأليف ألاستير رينولدز.
- 1 يناير – كيف تروض تنينك من تأليف كريسيدا كويل.
- 21 يونيو – هاري بوتر وجماعة العنقاء من تأليف ج. ك. رولينج.

## مواليد

### فبراير
- 22 فبراير – كاراموكو ديمبيلي

### نوفمبر
- 8 نوفمبر – الليدي لويز ويندسور

## وفيات

### يناير
- 1 يناير – جورج روبرتسون (مواليد 1930) لاعب كرة قدم بريطاني.
- 1 يناير – غراهام ديفيز (مواليد 1921) لاعب كرة قدم من المملكة المتحدة.
- 5 يناير – روي جنكينز (مواليد 1920)
- 12 يناير – موريس غيب (مواليد 1949) موسيقي بريطاني.
- 23 يناير – ألبرت فينش (مواليد 1926) ملاكم من المملكة المتحدة.

### فبراير
- 2 فبراير – جاك لوتيرواسير (مواليد 1904) درّاج طريق من المملكة المتحدة.
- 21 فبراير – إيدي طومسون (مواليد 1947) لاعب كرة قدم اسكتلندي.

### مارس
- 6 مارس – أليس مارتينو (مواليد 1972)
- 10 مارس – باري شين (مواليد 1950) متسابق دراجات نارية من المملكة المتحدة.
- 31 مارس – سكوت ماكدونالد كوكستر (مواليد 1907) رياضياتي كندي.

### أبريل
- 18 أبريل – إدجار كود (مواليد 1923)
- 18 أبريل – بيل باتريك (مواليد 1932) لاعب كرة قدم اسكتلندي.

### مايو
- 2 مايو – جيمس ميللر (مواليد 1968)
- 11 مايو – سيسيل ألين (مواليد 1914) لاعب كرة قدم أيرلندي شمالي.
- 29 مايو – ديفيد جيفريز (مواليد 1972) متسابق دراجات نارية من المملكة المتحدة.

### يونيو
- 11 يونيو – بيرنارد ويليامز (مواليد 1929)
- 26 يونيو – دينيس ثاتشر (مواليد 1915)

### يوليو
- 11 يوليو – كينيث وايلد (مواليد 1926) لاعب شطرنج من المملكة المتحدة.
- 17 يوليو – ديفيد كيلي (مواليد 1944) أحيائي من المملكة المتحدة.
- 17 يوليو – والتر بيري (مواليد 1921)
- 27 يوليو – بوب هوب (مواليد 1903)
- 30 يوليو – ستيف هيسلوب (مواليد 1962) متسابق دراجات نارية من المملكة المتحدة.
- 31 يوليو – جون آستون (مواليد 1921) لاعب كرة قدم إنجليزي.

### أغسطس
- 9 أغسطس – تريفور سميث (مواليد 1936) لاعب كرة قدم من المملكة المتحدة.
- 9 أغسطس – راي هارفورد (مواليد 1945)
- 11 أغسطس – دينيس ووكر (مواليد 1944) لاعب كرة قدم إنجليزي.

### أكتوبر
- 3 أكتوبر – وينيفريد واتكينس (مواليد 1924) عالمة كيمياء حيوية من المملكة المتحدة.

### ديسمبر
- 1 ديسمبر – جويس فنسنت (مواليد 1965)